# خوان بابلو سانتياغو
خوان بابلو سانتياغو (بالإسبانية: Juan Pablo Santiago)‏ (25 أغسطس 1980 في المكسيك - ) هو لاعب كرة قدم مكسيكي في مركز الدفاع. لعب مع سانتوس لاغونا ونادي أطلس ونادي تيخوانا وتيبورونيس روخوس دي فيراكروز.

## وصلات خارجية
- خوان بابلو سانتياغو على موقع قاعدة بيانات كرة القدم.إي يو (الإنجليزية)